# Wonalancet (Nuevo Hampshire)
Wonalancet es una comunidad no incorporada en la esquina noroeste del pueblo de Tamworth en el condado de Carroll, Nuevo Hampshire, Estados Unidos.  Muchos senderos populares para caminatas en la Cordillera Sandwich de las Montañas Blancas tienen puntos de partida en el área, particularmente en el lugar conocido como Ferncroft, por un corto camino secundario desde Wonalancet.
El pueblo debe su nombre al sachem Wonalancet de Pennacook del siglo XVII.
Wonalancet tiene un código postal separado (03897) del resto de Tamworth. La oficina de correos de Wonalancet está en funcionamiento desde 1893.